# Laines-aux-Bois
Laines-aux-Bois est une commune française, située dans le département de l'Aube en région Grand Est.
La commune qui comptait 850 habitants, appelés Laignerans a vu sa population décroitre régulièrement ensuite puis remonter à partir des années 1920 et dépasser 500 au XXIe siècle.
L'église paroissiale, construite durant le premier quart du XVIe siècle, est classée à l'inventaire des monuments historiques, de même que de nombreux objets qu'elle renferme.

## Géographie

### Localisation
Laines-aux-Bois est un village situé entre les communes de Souligny et de Torvilliers. À vol d'oiseau, Laines-aux-Bois est localisée à 53 km à l'ouest de Bar-sur-Aube et à 9,1 km de Troyes.

### Communes limitrophes
À vol d'oiseau, les cinq communes les plus proches du territoire sont Saint-Germain, Souligny, Saint-Pouange, Prugny et Bouilly.
|            | Saint-Germain   |                         |
| Prugny     | Laines-aux-Bois | Saint-Léger-près-Troyes |
| Vauchassis | Souligny        | Saint-Pouange           |

Les grandes villes les plus proches de Laines-aux-Bois hors Paris sont Dijon (127,8 km) et Reims (113,8 km)

### Géologie, relief et hydrographie

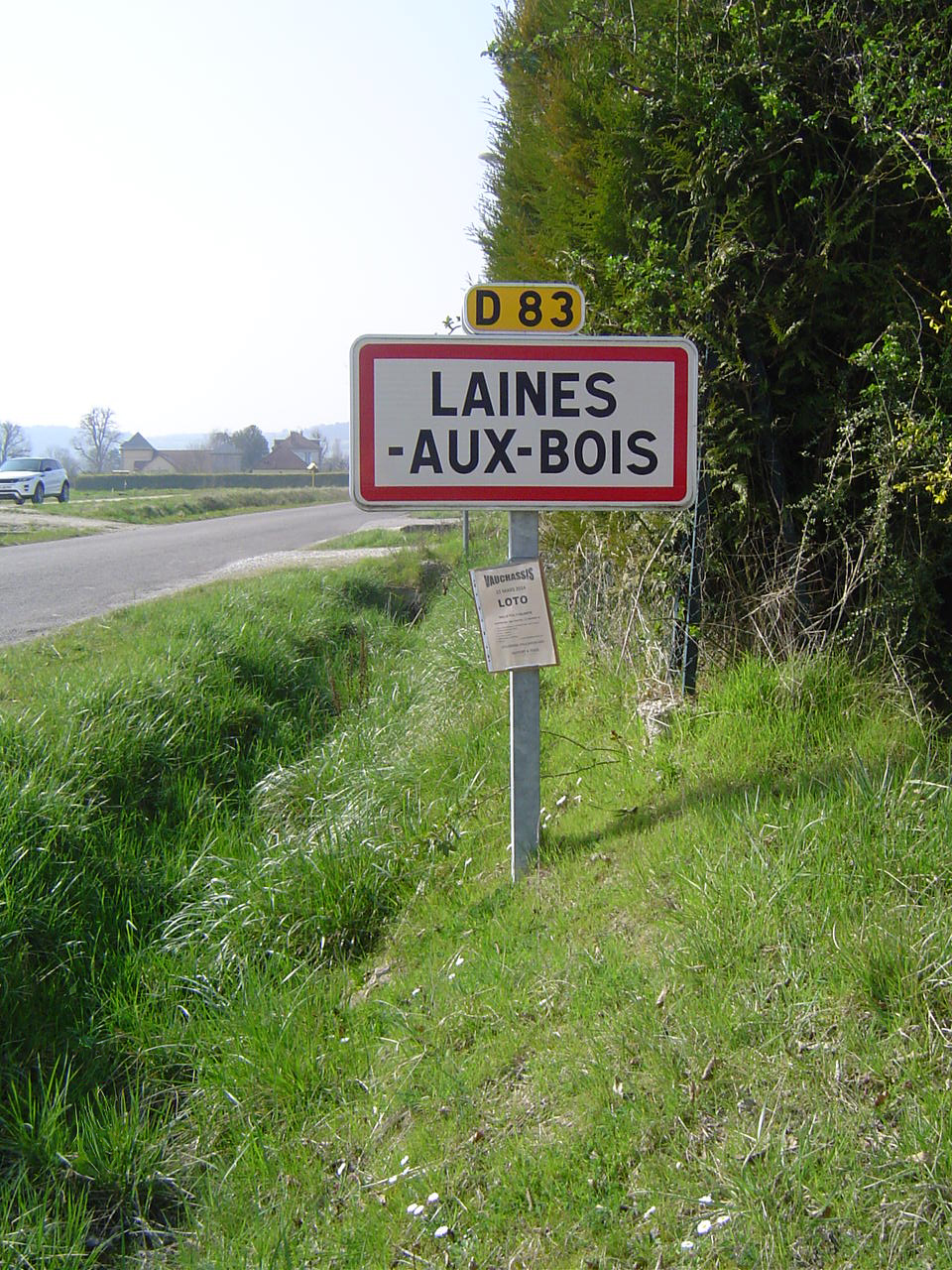
L'une des entrées du village.

La superficie de la commune est de 1 643 hectares ; son altitude varie entre 123 et 277 mètres. Aucun cours d'eau ne traverse la commune.

### Hydrographie
La commune est dans la région hydrographique « la Seine de sa source au confluent de l'Oise (exclu) » au sein du bassin Seine-Normandie. Elle est drainée par le ru du Moulin,.

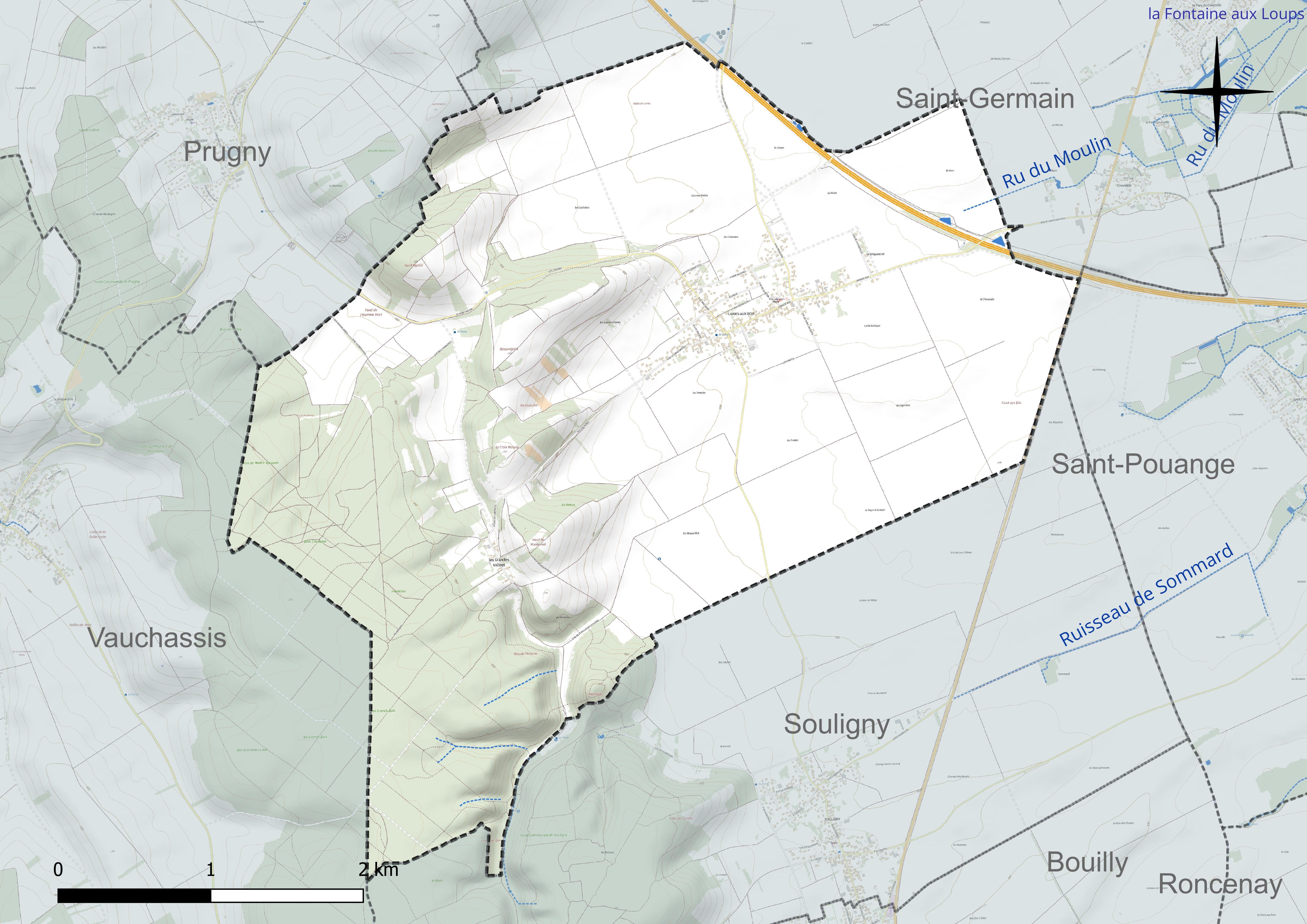
Réseau hydrographique de Laines-aux-Bois.

### Climat
Pour des articles plus généraux, voir Climat du Grand Est et Climat de l'Aube.
En 2010, le climat de la commune est de type climat océanique dégradé des plaines du Centre et du Nord, selon une étude du Centre national de la recherche scientifique s'appuyant sur une série de données couvrant la période 1971-2000. En 2020, Météo-France publie une typologie des climats de la France métropolitaine dans laquelle la commune est exposée à un climat océanique altéré et est dans une zone de transition entre les régions climatiques « Nord-est du bassin Parisien » et « Lorraine, plateau de Langres, Morvan ».
Pour la période 1971-2000, la température annuelle moyenne est de 10,6 °C, avec une amplitude thermique annuelle de 15,6 °C. Le cumul annuel moyen de précipitations est de 732 mm, avec 12,4 jours de précipitations en janvier et 7,8 jours en juillet. Pour la période 1991-2020, la température moyenne annuelle observée sur la station météorologique de Météo-France la plus proche, « Saint-Pouange », sur la commune de Saint-Pouange à 4 km à vol d'oiseau, est de 11,5 °C et le cumul annuel moyen de précipitations est de 707,5 mm. 
La température maximale relevée sur cette station est de 42,2 °C, atteinte le 24 juillet 2019 ; la température minimale est de −21 °C, atteinte le 9 janvier 1985,,.
Les paramètres climatiques de la commune ont été estimés pour le milieu du siècle (2041-2070) selon différents scénarios d'émission de gaz à effet de serre à partir des nouvelles projections climatiques de référence DRIAS-2020. Ils sont consultables sur un site dédié publié par Météo-France en novembre 2022.

### Voies de communication et transports
L'autoroute A5 traverse la commune à environ 2 km en direction de Troyes.

## Urbanisme

### Typologie
Au 1er janvier 2024, Laines-aux-Bois est catégorisée commune rurale à habitat dispersé, selon la nouvelle grille communale de densité à 7 niveaux définie par l'Insee en 2022.
Elle est située hors unité urbaine. Par ailleurs la commune fait partie de l'aire d'attraction de Troyes, dont elle est une commune de la couronne,. Cette aire, qui regroupe 209 communes, est catégorisée dans les aires de 200 000 à moins de 700 000 habitants,.

### Occupation des sols
L'occupation des sols de la commune, telle qu'elle ressort de la base de données européenne d’occupation biophysique des sols Corine Land Cover (CLC), est marquée par l'importance des territoires agricoles (68,2 % en 2018), une proportion identique à celle de 1990 (68,2 %). La répartition détaillée en 2018 est la suivante : 
terres arables (64,7 %), forêts (28,6 %), zones agricoles hétérogènes (3,5 %), zones urbanisées (3,2 %). L'évolution de l’occupation des sols de la commune et de ses infrastructures peut être observée sur les différentes représentations cartographiques du territoire : la carte de Cassini (XVIIIe siècle), la carte d'état-major (1820-1866) et les cartes ou photos aériennes de l'IGN pour la période actuelle (1950 à aujourd'hui).

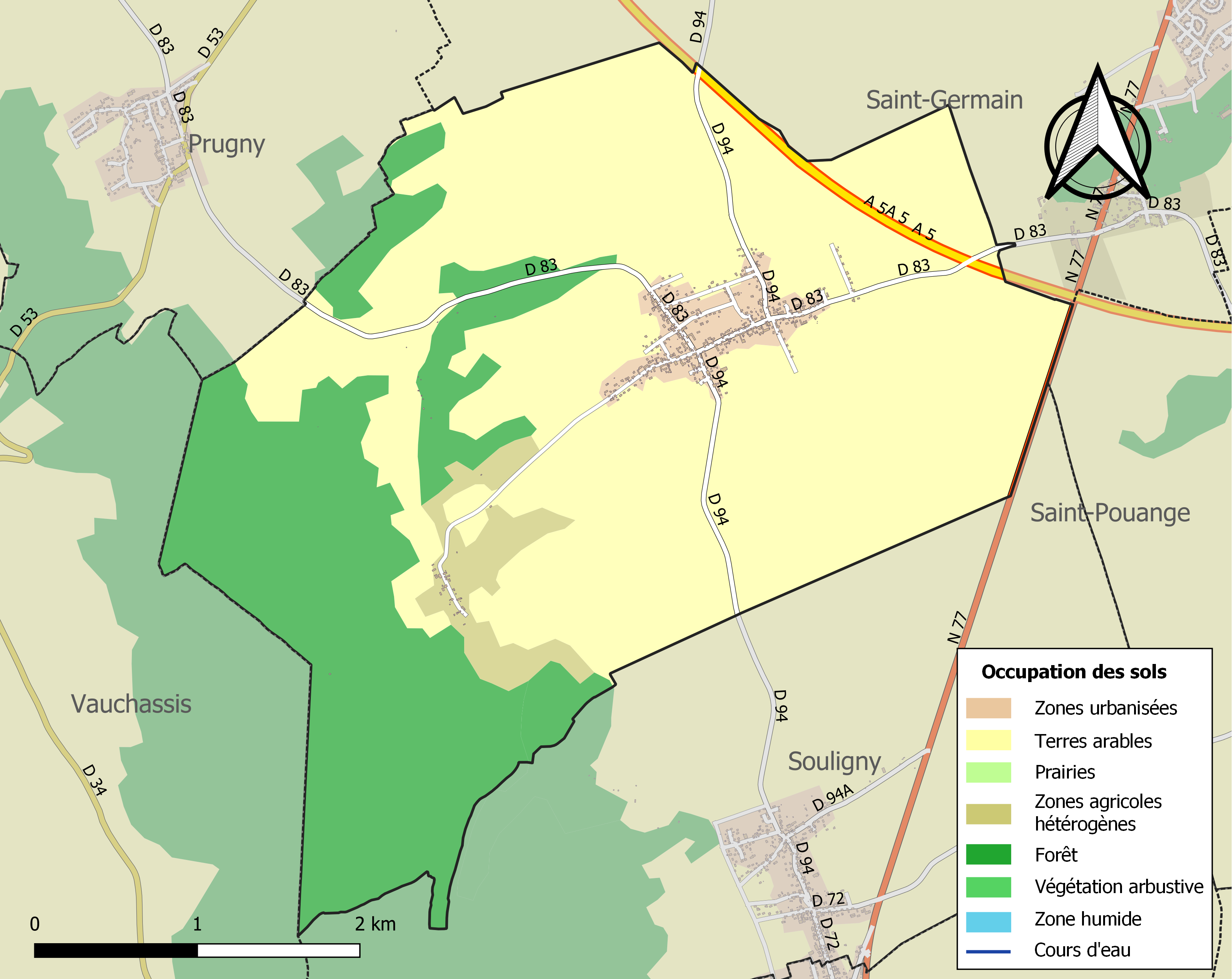
Carte des infrastructures et de l'occupation des sols de la commune en 2018 (CLC).

### Morphologie urbaine
Le territoire de la commune est constitué du bourg et du hameau des Grandes Vallées à l'ouest.

### Logement

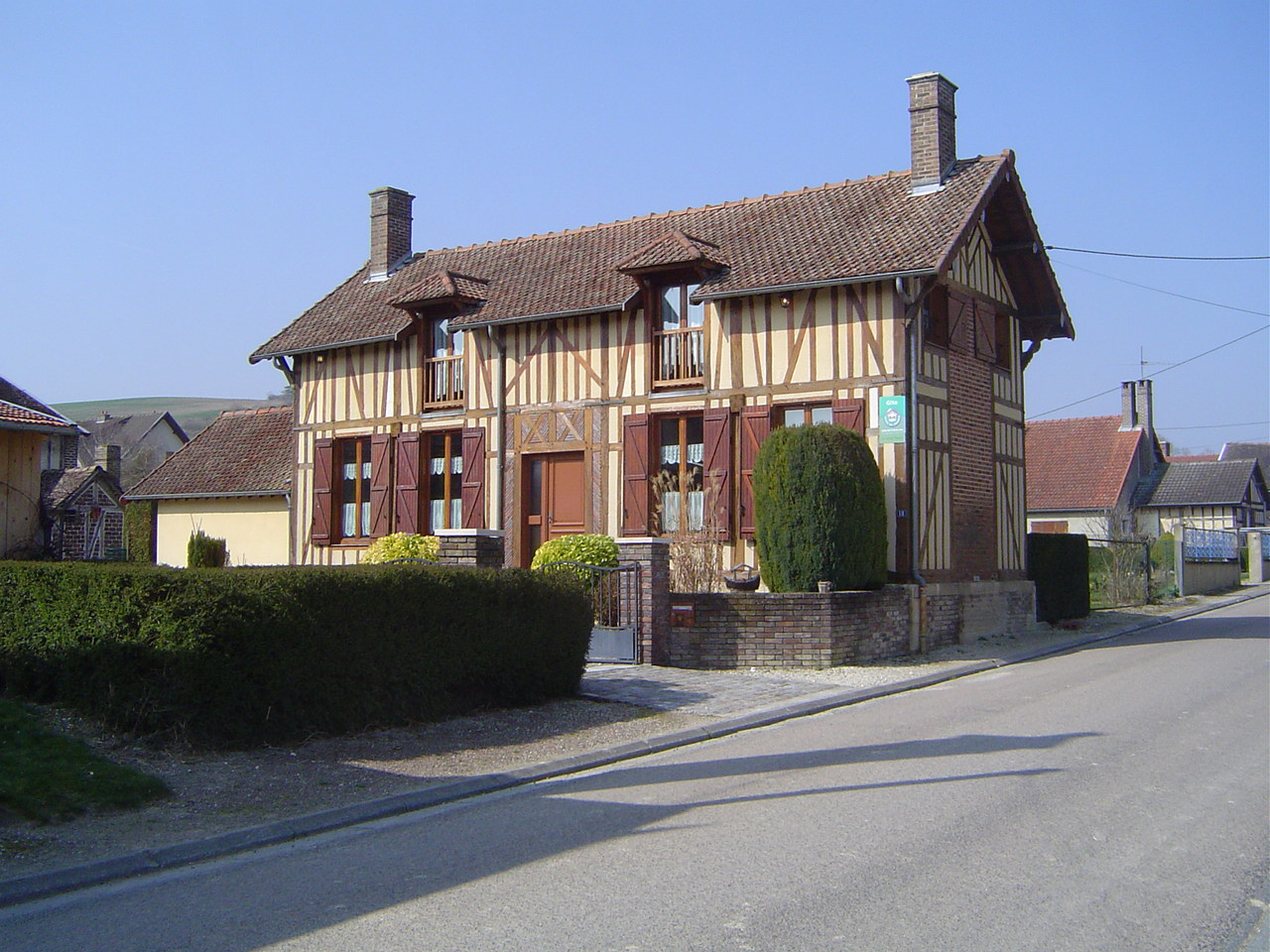
Vieille maison d'architecture typique.

En 2009, le nombre total de logements dans la commune était de 222, alors qu'il était de 208 en 1999.
Parmi ces logements, 87,7 % étaient des résidences principales, 6,0 % des résidences secondaires et 6,3 % des logements vacants. Ces logements étaient quasiment tous (97,5 %) des maisons individuelles.
La proportion des résidences principales, propriétés de leurs occupants était de 96,4 %, en hausse sensible par rapport à 1999 (89,2 %).

### Projets d'aménagements
En 2013, le maire annonce le changement des canalisations de la Grande-Rue.

## Toponymie
Les noms suivants sont attestés : Laine (vers 1140) et Lanis au XVIIe siècle.
On rencontre également Laines aux Bois en 1793) puis Laisnes-aux-Bois en 1801.
Le déterminant complémentaire -auX-Bois pour se convaincre de l'étendue et de la présence de la forêt.

## Histoire
Laines-aux-Bois était une prévôté du bailliage de Vauchassis et de toute la juridiction de Troyes. Il y avait une communauté de religieux de Sainte-Croix-de-la-Bretonnerie. C'était encore avant les événements de 1793 un titre de prieuré à la collation du prieur de Sainte-Croix-de-la-Bretonnerie à Paris.
L'importante forteresse de Montaigu, démolie à la suite du traité de Troyes afin qu'elle cesse d'être un refuge pour ceux qui tenteraient de braver l'autorité royale, s'étendait sur les finages de Laines-aux-Bois, Bouilly et Souligny.
Un seigneur de Laines-aux-Bois au XVIe siècle.
Le 14 novembre 1879, Léandre Nicolas fonda la bibliothèque démocratique et populaire ; inaugurée le 5 mai 1880, elle est aujourd'hui plus que centenaire.

## Politique et administration

### Tendances politiques et résultats
Au second tour de l'élection présidentielle de 2007, 72,01 % des suffrages se sont exprimés pour Nicolas Sarkozy (UMP), 27,99 % pour Ségolène Royal (PS), avec un taux de participation de 88,19 %.
Au second tour de l'élection présidentielle de 2012, 70,66 % des suffrages se sont exprimés pour Nicolas Sarkozy (UMP), 29,34 % pour François Hollande (PS), avec un taux de participation de 86,96 %.

### Administration municipale
Le nombre d'habitants de la commune étant compris entre 500 et 1 499, le nombre de membres du conseil municipal est de 15.

### Liste des maires
| Période                                  | Période    | Identité                       | Étiquette | Qualité          |
| ---------------------------------------- | ---------- | ------------------------------ | --------- | ---------------- |
| Les données manquantes sont à compléter. |            |                                |           |                  |
| 1792                                     | 1793       | Pierre Abit                    |           |                  |
| 1793                                     | Avant 1800 | Guillaume Abit                 |           |                  |
| 1800                                     | 1806       | Jean Baptiste Hilaire Masson   |           |                  |
| 1806                                     | 1810       | Vincent Crevot                 |           |                  |
| 1811                                     | 1813       | Jean Baptiste Hilaire Masson   |           |                  |
| 1813                                     | 1821       | François Masson                |           |                  |
| 1821                                     | 1828       | Edme Piat                      |           |                  |
| 1828                                     | 1832       | Nicolas Gauthier               |           |                  |
| 1832                                     | 1848       | Nicolas François Hubert Masson |           |                  |
| 1848                                     | 1860       | Edme Léon Continant            |           |                  |
| 1860                                     | 1877       | Joseph Léandre Millon          |           |                  |
| 1877                                     | 1884       | Nicolas Prudent Nicolas        |           |                  |
| 1884                                     | 1889       | Louis Auguste Continant        |           |                  |
| 1889                                     | 1890       | Edme François Coqué            |           |                  |
| 1890                                     | 1900       | Ismaël Désiré Prieur           |           |                  |
| 1900                                     | 1919       | Onésime Bezançon               |           |                  |
| 1919                                     |            | Ernest Bricard                 |           |                  |
| 1965                                     | 1977       | Pierre Devaux                  |           | Maréchal Ferrant |
| mars 2001                                | mars 2014  | Joël Simon                     |           |                  |
| mars 2014                                | mai 2020   | Hubert Truelle                 | DVD       | Agriculteur      |
| mai 2020                                 | En cours   | Anne-Sophie Gauthier           |           |                  |

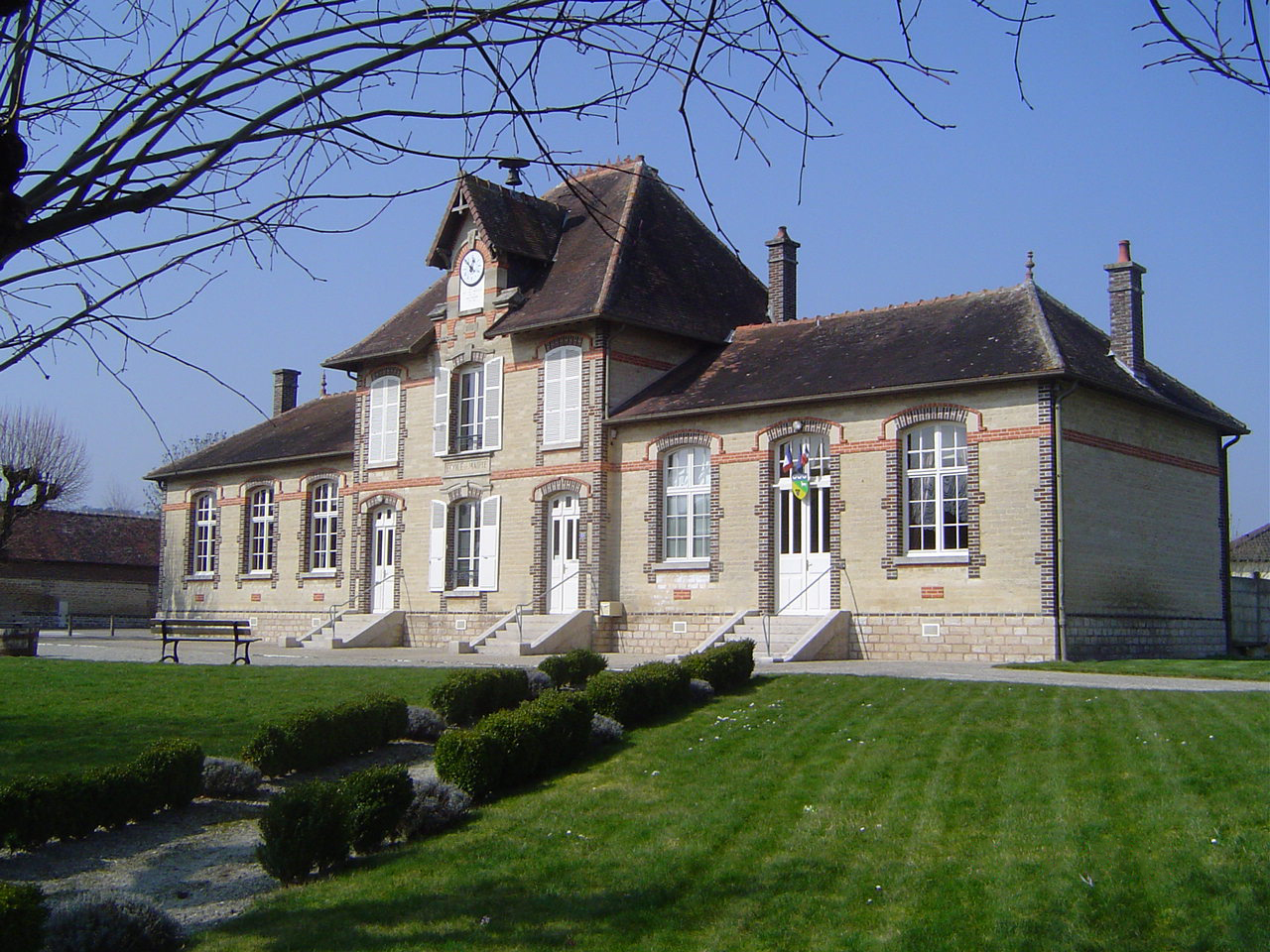
La mairie.

En 2013, le maire est accusé d'avoir fermé les yeux lors de la construction par l'un de ses proches, d'un pavillon non conforme au permis de construire.

### Instances judiciaires et administratives
Laines-aux-Bois relève du tribunal d'instance de Troyes, du tribunal de grande instance de Troyes, de la cour d'appel de Reims, du tribunal pour enfants de Troyes, du conseil de prud'hommes de Troyes, du tribunal de commerce de Troyes, du tribunal administratif de Châlons-en-Champagne et de la Cour administrative d'appel de Nancy.

### Politique environnementale
La communauté de communes a mis en place un système de tri des déchets (ordures ménagères, corps creux, déchets verts, encombrants, déchets ménagers dangereux.

### Finances locales
Depuis 2010, la capacité d'autofinancement nette du remboursement en capital des emprunts est très inférieure à celui des communes de même type :
| Année | Dans la commune | Moyenne de la strate |
| ----- | --------------- | -------------------- |
| 2008  | 133 €           | 157 €                |
| 2009  | 200 €           | 161 €                |
| 2010  | 63 €            | 180 €                |
| 2011  | 14 €            | 127 €                |
| 2012  | - 350 €         | 128 €                |

### Jumelages
Au 12 mars 2014, Laines-aux-Bois n'est jumelée avec aucune commune.

## Population et société

### Démographie
Les habitants sont appelés les Laignerans.

#### Évolution démographie
L'évolution du nombre d'habitants est connue à travers les recensements de la population effectués dans la commune depuis 1793. Pour les communes de moins de 10 000 habitants, une enquête de recensement portant sur toute la population est réalisée tous les cinq ans, les populations de référence des années intermédiaires étant quant à elles estimées par interpolation ou extrapolation. Pour la commune, le premier recensement exhaustif entrant dans le cadre du nouveau dispositif a été réalisé en 2006.

En 2022, la commune comptait 530 habitants, en évolution de +1,92 % par rapport à 2016 (Aube : +0,7 %, France hors Mayotte : +2,11 %).
| 1793 | 1800 | 1806 | 1821 | 1831 | 1836 | 1841 | 1846 | 1851 |
| ---- | ---- | ---- | ---- | ---- | ---- | ---- | ---- | ---- |
| 850  | 734  | 759  | 635  | 672  | 649  | 657  | 665  | 635  |

| 1856 | 1861 | 1866 | 1872 | 1876 | 1881 | 1886 | 1891 | 1896 |
| ---- | ---- | ---- | ---- | ---- | ---- | ---- | ---- | ---- |
| 600  | 571  | 542  | 517  | 507  | 483  | 441  | 425  | 385  |

| 1901 | 1906 | 1911 | 1921 | 1926 | 1931 | 1936 | 1946 | 1954 |
| ---- | ---- | ---- | ---- | ---- | ---- | ---- | ---- | ---- |
| 362  | 370  | 360  | 311  | 341  | 344  | 318  | 307  | 308  |

| 1962 | 1968 | 1975 | 1982 | 1990 | 1999 | 2006 | 2011 | 2016 |
| ---- | ---- | ---- | ---- | ---- | ---- | ---- | ---- | ---- |
| 298  | 305  | 359  | 397  | 416  | 461  | 500  | 510  | 520  |

| 2021 | 2022 | - | - | - | - | - | - | - |
| ---- | ---- | - | - | - | - | - | - | - |
| 530  | 530  | - | - | - | - | - | - | - |

#### Pyramide des âges
En 2021, le taux de personnes d'un âge inférieur à 30 ans s'élève à 27,8 %, soit en dessous de la moyenne départementale (35,0 %). À l'inverse, le taux de personnes d'âge supérieur à 60 ans est de 31,3 % la même année, alors qu'il est de 28,2 % au niveau départemental.
En 2021, la commune comptait 262 hommes pour 268 femmes, soit un taux de 50,57 % de femmes, légèrement inférieur au taux départemental (51,30 %).
Les pyramides des âges de la commune et du département s'établissent comme suit :
| Hommes | Classe d’âge | Femmes |
| ------ | ------------ | ------ |
| 0,4    | 90 ou +      | 1,8    |
| 9,0    | 75-89 ans    | 12,8   |
| 19,5   | 60-74 ans    | 19,1   |
| 23,2   | 45-59 ans    | 21,5   |
| 18,1   | 30-44 ans    | 19,0   |
| 11,5   | 15-29 ans    | 10,2   |
| 18,3   | 0-14 ans     | 15,7   |

| Hommes | Classe d’âge | Femmes |
| ------ | ------------ | ------ |
| 0,8    | 90 ou +      | 2,1    |
| 7,4    | 75-89 ans    | 10,2   |
| 17,4   | 60-74 ans    | 18,4   |
| 19,4   | 45-59 ans    | 19     |
| 17,8   | 30-44 ans    | 17,3   |
| 18,3   | 15-29 ans    | 15,9   |
| 19     | 0-14 ans     | 17,1   |

### Enseignement
Laines-aux-Bois est située dans l'académie de Reims.
La commune administrait une école élémentaire qui comptait 32 élèves en 2012-2013 ; elle a fermé en 2014.

### Manifestations culturelles et festivités
L'association « Les amis de la bibliothèque » organise des spectacles, notamment la représentation de la pièce de théâtre Atout cœur de Jean Didier en 2013.

### Sports
La commune dispose d'un club affilié à la Fédération française d'éducation physique et de gymnastique volontaire.

### Médias
Le quotidien régional L'Est-Éclair assure la publication des informations locales à la commune.
La commune ne dispose pas de nœud de raccordement ADSL installé dans cette commune, ni de connexion à un réseau de fibre optique. Les lignes téléphoniques sont raccordées à des équipements situés à Saint-Germain et bénéficie du plan de montée en débit lancé en 2014 par le département de l Aube

### Cultes
Seul le culte catholique est célébré à Laines-aux-Bois. La commune est l'une des vingt-six communes regroupées dans la paroisse « de Bouilly Moussey », l'une des six paroisses de l'espace pastoral « Forêts d’Othe et d’Armance » au sein du diocèse de Troyes, le lieu de culte est l'église paroissiale Saint-Pierre aux liens.

## Économie

### Revenus de la population et fiscalité
En 2011, le revenu fiscal médian par ménage était de 40 373 €, ce qui plaçait Laines-aux-Bois au 2 882e rang parmi les 31 886 communes de plus de 49 ménages en métropole.
En 2009, 34,3 % des foyers fiscaux n'étaient pas imposables.

### Emploi
En 2009, la population âgée de 15 à 64 ans s'élevait à 316 personnes, parmi lesquelles on comptait 76,3 % d'actifs dont 70,3 % ayant un emploi et 6 % de chômeurs.
On comptait 42 emplois dans la zone d'emploi, contre 39 en 1999. Le nombre d'actifs ayant un emploi résidant dans la zone d'emploi étant de 222, l'indicateur de concentration d'emploi est de 18,9 %, ce qui signifie que la zone d'emploi offre moins d'un emploi pour cinq habitants actifs.

### Entreprises et commerces
Au 31 décembre 2010, Laines-aux-Bois comptait 46 établissements : 15 dans l’agriculture-sylviculture-pêche, 3 dans l'industrie, 9 dans la construction, 16 dans le commerce-transports-services divers et 3 étaient relatifs au secteur administratif.
En 2011, aucune entreprise n'a été créée à Laines-aux-Bois.
Un fabricant de maisons en bois est installé dans la commune.
Laines-aux-Bois est l'une des communes où peut être produit le chaource qui bénéficie d'une appellation d'origine contrôlée (AOC) depuis 1970 et d'une appellation d'origine protégée (AOP) (équivalent européen) depuis 1996.
Laines-aux-Bois bénéficie depuis quelques années de l'extension de l'aire de production du Champagne. Le repérage précis des parcelles bénéficiant de l'appellation n'est pas encore fait (2018)

## Culture locale et patrimoine

### Lieux et monuments

#### Lieux et monuments remarquables
La commune compte un monument classé à l'inventaire des monuments historiques et aucun lieu ou monument répertorié à l'inventaire général du patrimoine culturel.
Par ailleurs, elle compte 11 objets répertoriés à l'inventaire des monuments historiques et 8 objets répertoriés à l'inventaire général du patrimoine culturel.
L'église Saint-Pierre-ès-Liens, construite durant le premier quart du XVIe siècle, est classée depuis le 17 mars 1955. L'intérieur de l'église contient :
- une statue de saint Roch et saint Antoine, en bois polychrome datée du XVIe siècle et classée depuis le 1er avril 1910[52] ;
- des vitraux, datés du XVIe siècle et classés depuis le 15 novembre 1894[53] ;
- une statue d'un saint évêque datée du XVIIe siècle et inscrite depuis le 10 avril 1980[54] ;
- une statue de sainte Catherine, en bois polychrome datée du XVIe siècle et classée depuis le 1er avril 1910[55] ;
- une statue de saint Nicolas, en bois polychrome datée du XVIIe siècle et classée depuis le 11 décembre 1980[56] ;
- une statue de saint Vincent, en calcaire datée du XVIe siècle et classée depuis le 11 décembre 1980[57] ;
- un christ en croix, en bois polychrome daté du XVIIe siècle et classée depuis le 11 décembre 1980[58] ;
- deux statuettes représentant saint Jean et la Vierge de Calvaire datées du XVIIe siècle, en chêne, classées depuis le 1er avril 1910[59] ;
- un groupe sculpté de la Vierge de Pitié daté du XVIe siècle, en calcaire, classé depuis le 1er avril 1910[60] ;
- un groupe sculpté représentant l'éducation de la Vierge daté du XVIe siècle, en chêne polychrome, classé depuis le 1er avril 1910[61] ;
- une statue de sainte Marguerite datée du XVe siècle, en chêne polychrome, classé depuis le 1er avril 1910[62].

Vues prises en mars 2014
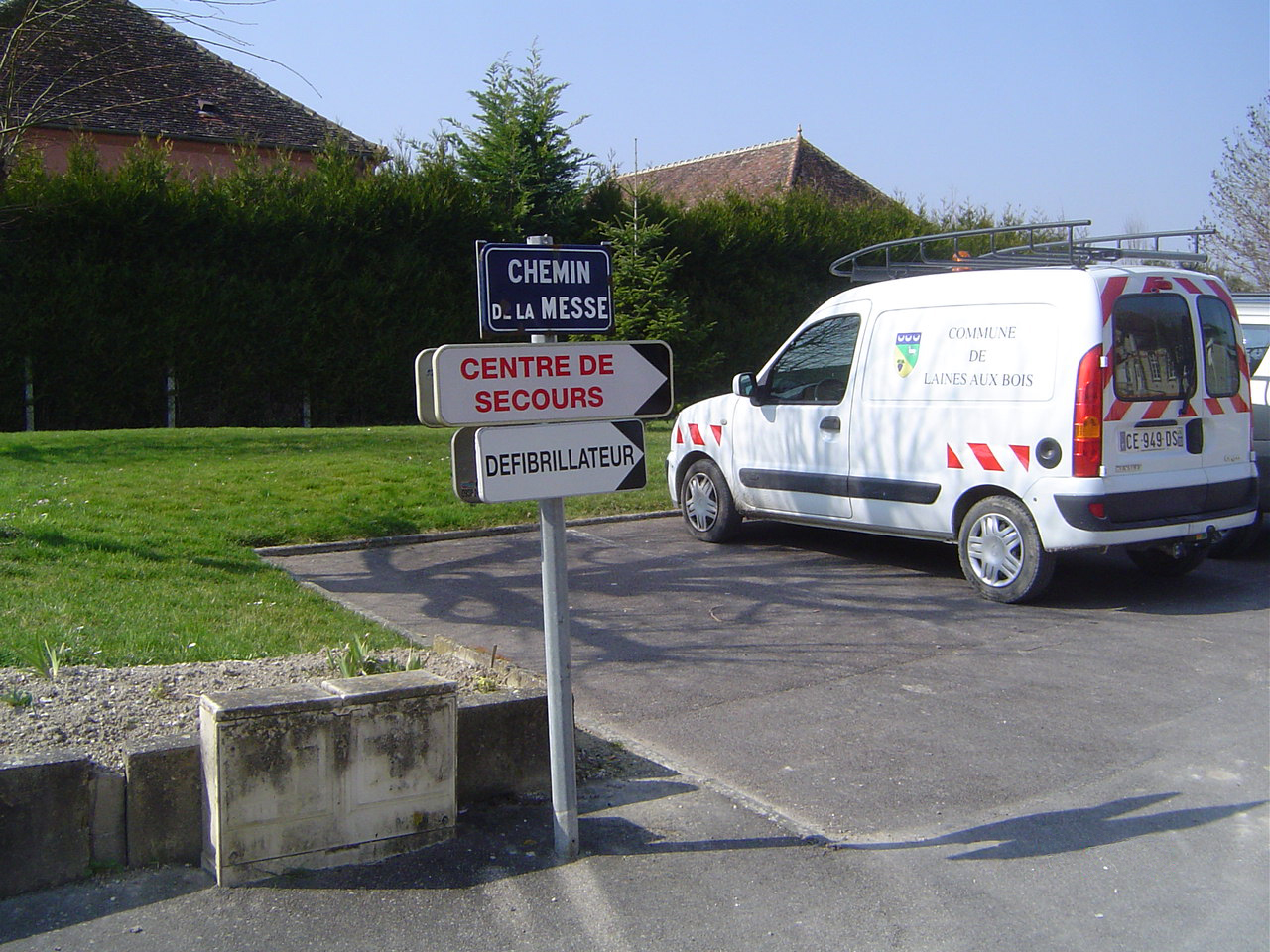
Le « chemin de la messe » conduit à la mairie et à l'église.
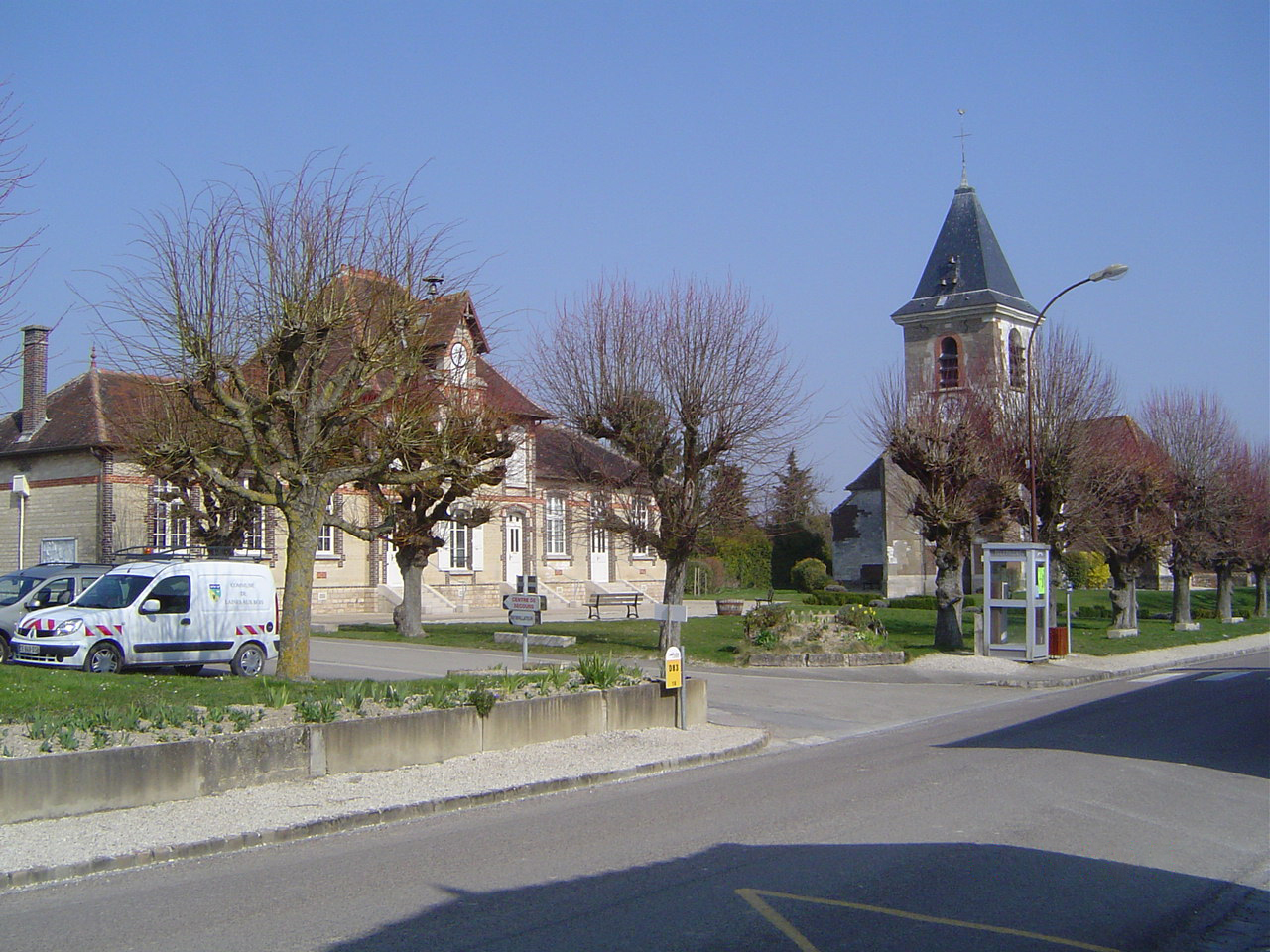
La mairie et l'église.
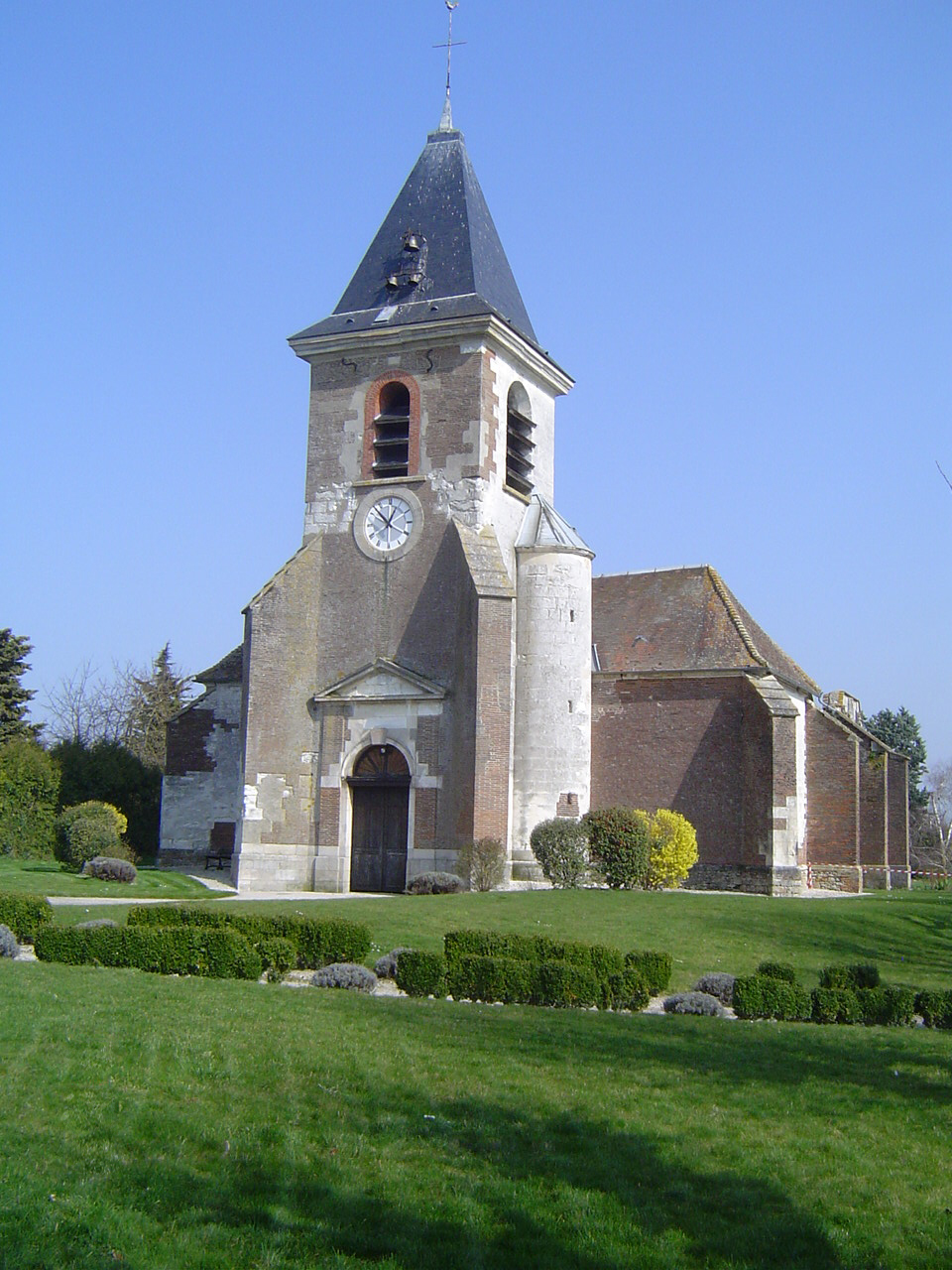
Façade de l'église.
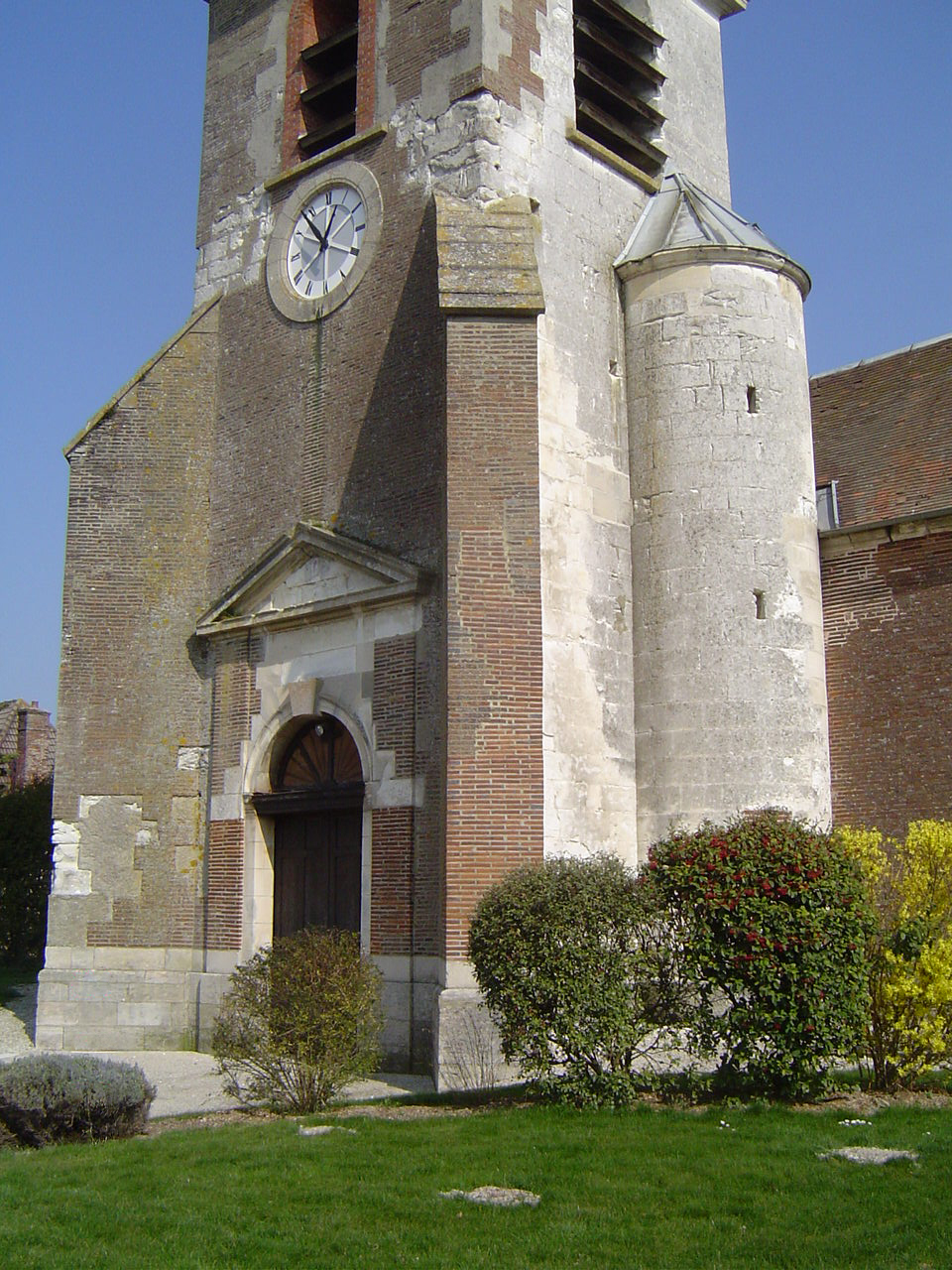
Porche d'entrée.
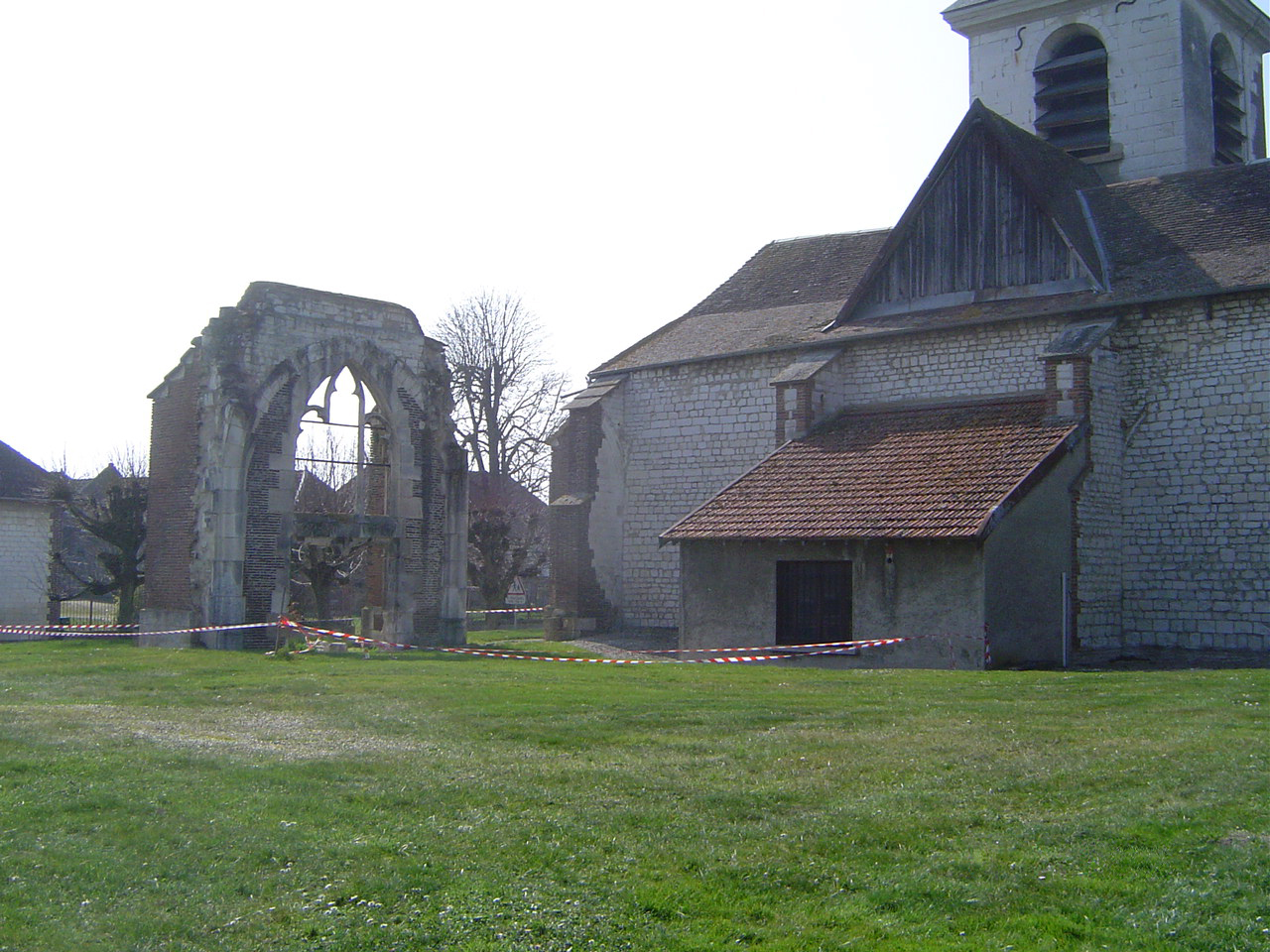
Reste de l'ancienne nef.
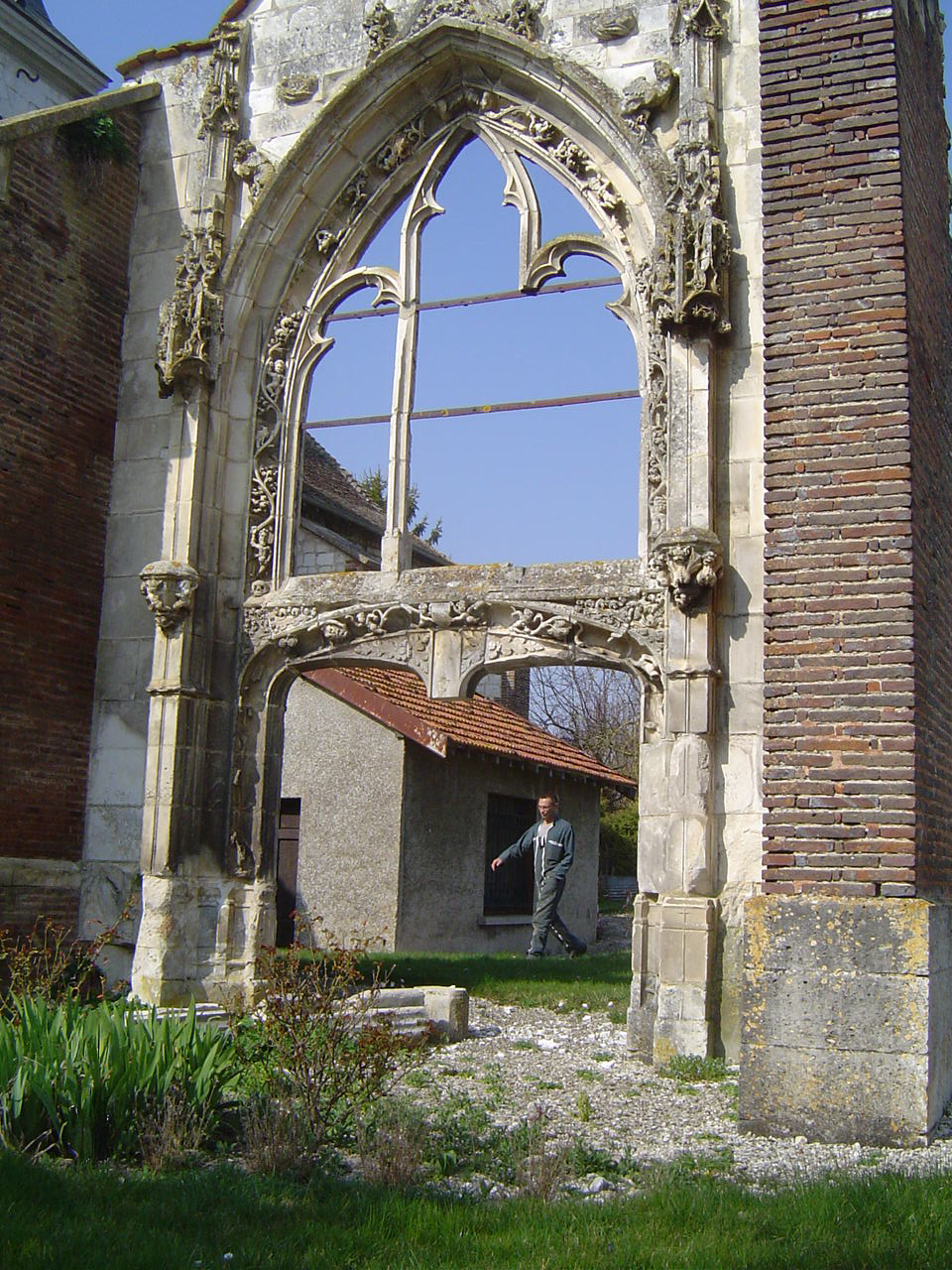
Poteau central effondré début 2014.

#### Autres lieux et monuments
On peut également citer le monument dédié  aux résistants fusillés aux Grandes Vallées.

Monument aux résistants fusillés (photos de mai 2010)
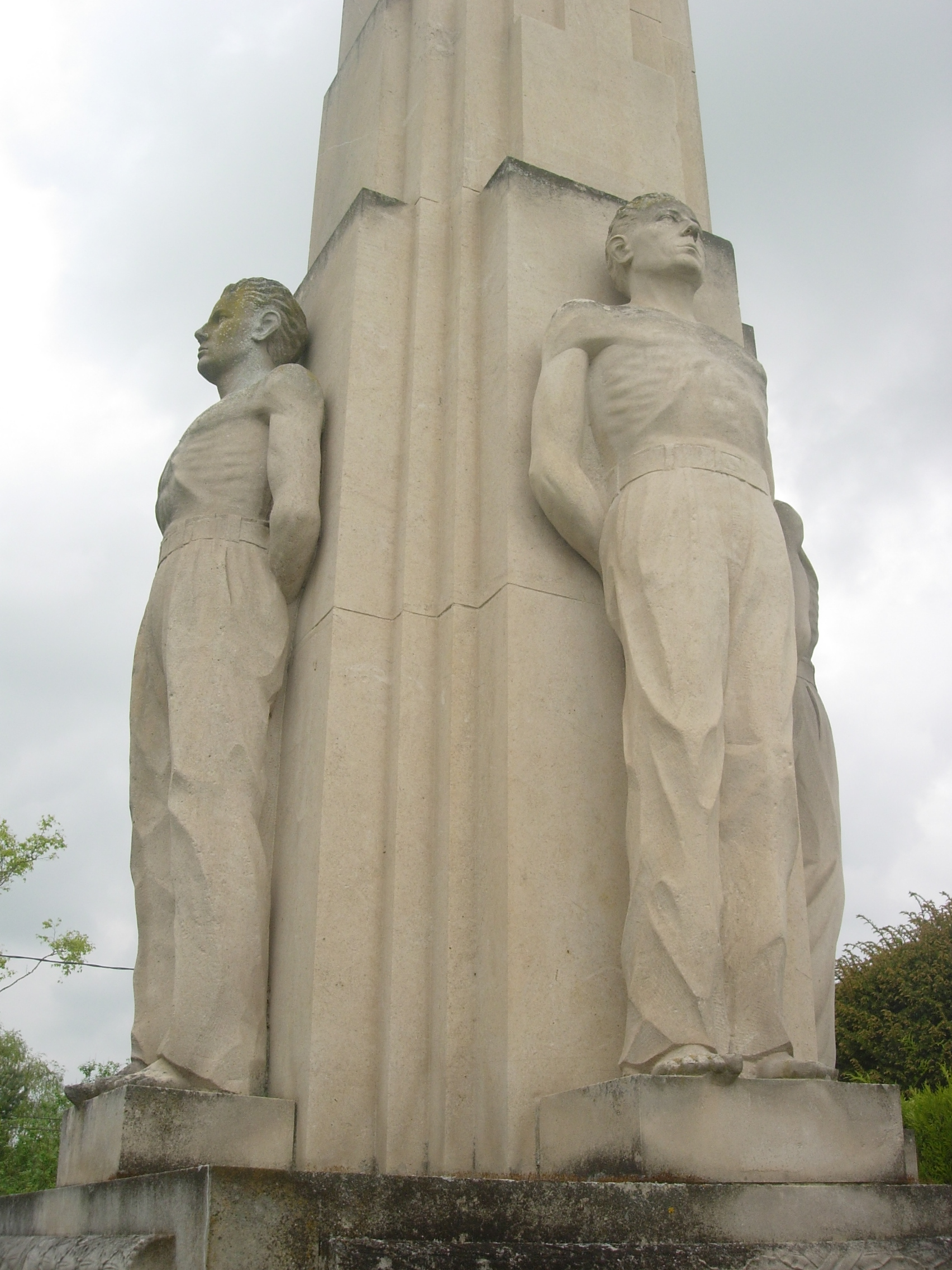
Bas du monument.
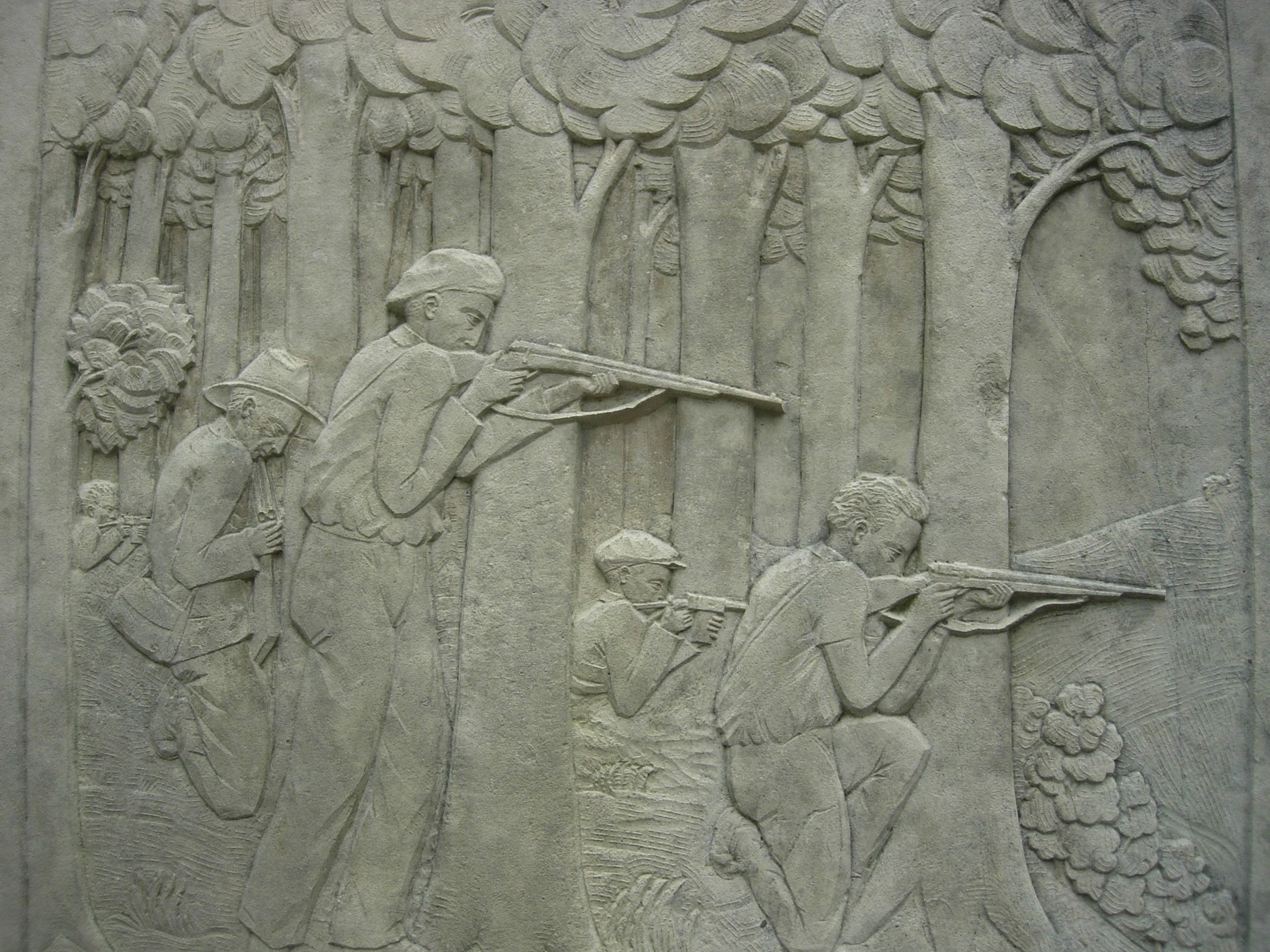
Détail de sculpture.

### Équipements culturels

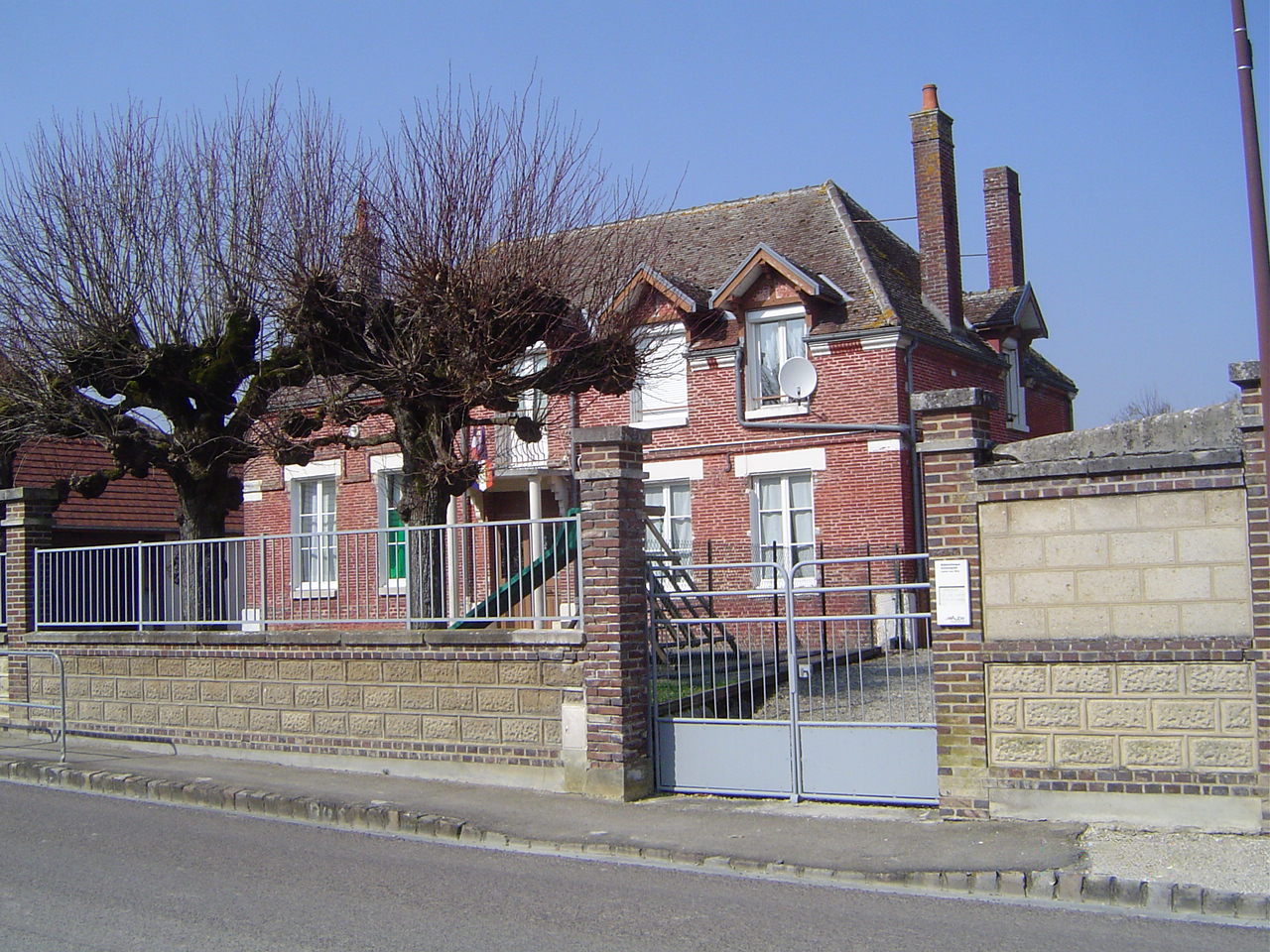
La bibliothèque municipale.

La commune dispose d'une bibliothèque municipale.

### Personnalités liées à la commune
- Abel de Villiers de l'Isle-Adam, de la famille des seigneurs de L'Isle-Adam, petit-neveu de Philippe de l'Isle-Adam, grand-maître de l'ordre de Saint-Jean de Jérusalem, défenseur de l'île de Rhodes, assiégée par les Turcs en 1522. Il est enterré dans l'église, sur sa pierre tombale on lit « Cy gisent noble seigneur Abel de Villiers Lisle-Asam, vivant baron de Surgines, seigneur de Bouilly, de Laines-aux-Bois, en partie, lequel décéda le jour de la Pentecôte MDCXIX et demoiselle d'Auxerre, son épouse, qui trespassa le XXV mars 1665, priez Dieu pour eux requiescant in pace. Amen. »[19].
- Jean-Baptiste Antoine Goué (1814-1885), grenadier, nommé chevalier de l'ordre national de la Légion d'honneur le 28 juillet 1848, né dans la commune[63].